# 苏利金特 (阿拉巴马州)
苏利金特（英文：Sulligent），是美国阿拉巴马州下属的一座城市。面积约为7.83平方英里（约合20.29平方公里）。根据2010年美国人口普查，该市有人口1,927人，人口密度为245.98/平方英里（约合94.97/平方公里）。